# Wirtschaftsuniversität Bratislava

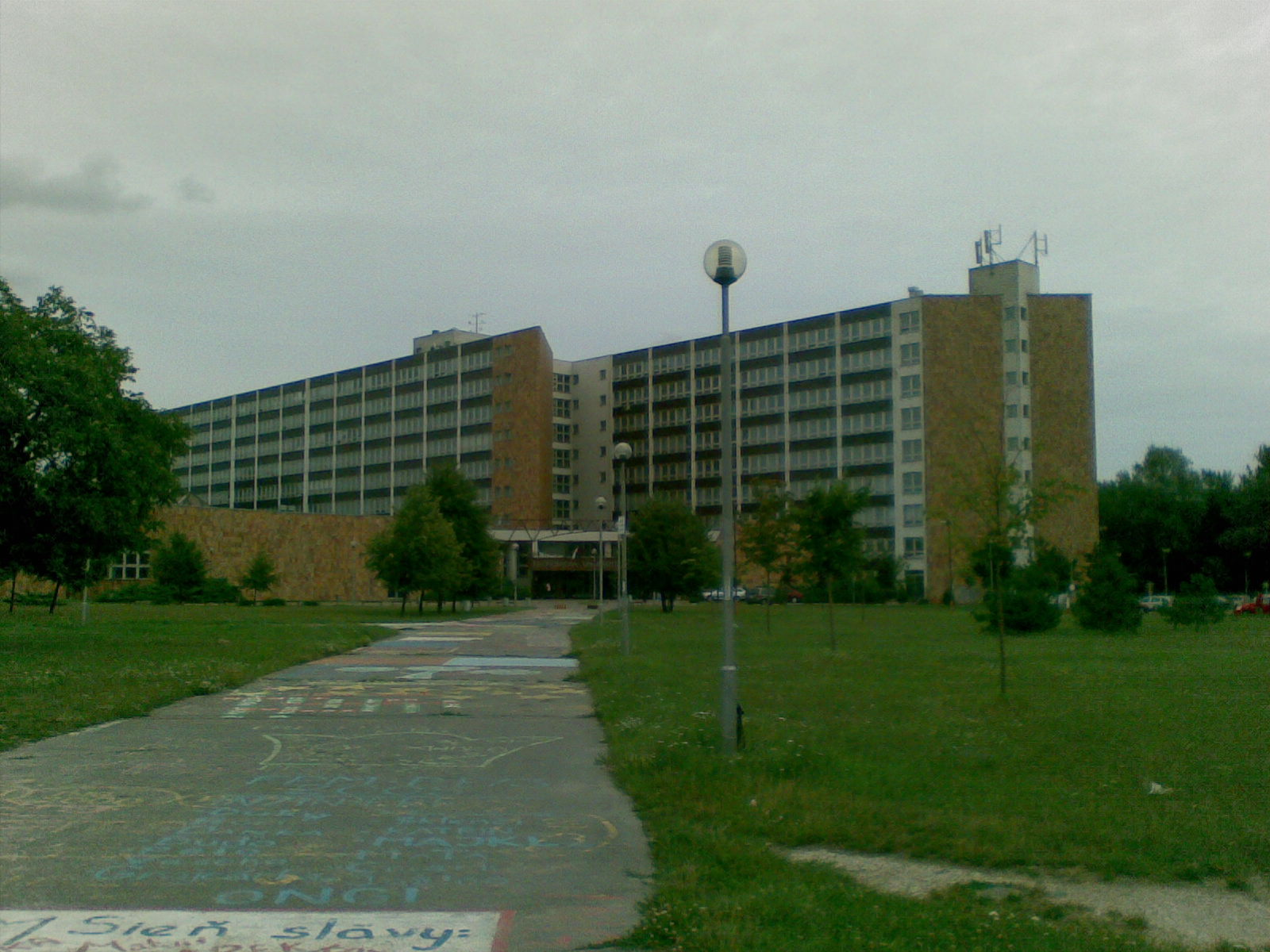
Wirtschaftsuniversität Bratislava

Die Wirtschaftsuniversität Bratislava (slowakisch Ekonomická univerzita v Bratislave, kurz EU oder EUBA) ist eine 1940 gegründete Wirtschaftsuniversität in Bratislava in der Slowakei mit 14.200 Studenten und 850 wissenschaftlichen Angestellten. Die Universität unterhält enge Kooperationen unter anderem mit der Wirtschaftsuniversität Wien.
Frühere Namen:
- 1940–1945 Handelshochschule Bratislava (Vysoká obchodná škola v Bratislave, VOŠ)
- 1945–1949 Slowakische Handelshochschule (Slovenská vysoká škola obchodná)
- 1949–1952 Hochschule für Wirtschaftswissenschaften (Vysoká škola hospodárskych vied)
- 1952–1992 Wirtschaftshochschule (Vysoká škola ekonomická, VŠE)

## Fakultäten
Die Wirtschaftsuniversität Bratislava gliedert sich in 7 Fakultäten:
- Fakultät für angewandte Sprachen
- Fakultät für Betriebswirtschaft in Košice
- Fakultät für Handel
- Fakultät für internationale Beziehungen
- Fakultät für Unternehmensführung
- Fakultät für Volkswirtschaft
- Fakultät für Wirtschaftsinformatik